# Eryngium aloifolium
Eryngium aloifolium är en flockblommig växtart som beskrevs av Carl Friedrich Philipp von Martius och Ignatz Urban. Eryngium aloifolium ingår i släktet martornar, och familjen flockblommiga växter. Inga underarter finns listade i Catalogue of Life.